# Años 810
Los años 810 o década del 810 empezó el 1 de enero del 810 y terminó el 31 de diciembre del 819.

## Acontecimientos
- Esteban IV sucede a San León III como papa en el año 816.
- San Pascual I sucede a Esteban IV como papa en el año 817.[1]
- Batalla de Pancorbo